# João Manuel de Carvalho (militar)
João Manuel de Carvalho (1866 — 1946) foi um oficial da Armada Portuguesa e político outubrista que, entre outras funções, foi Ministro da Marinha do 33.º governo republicano, presidido por Carlos Maia Pinto, em funções de 5 de novembro a 16 de dezembro de 1921, e do 34.º governo republicano, presidido por Francisco da Cunha Leal, em funções de 16 de dezembro de 1921 a 6 de fevereiro de 1922.

## Biografia
No posto de primeiro-tenente, em 1903, participou em campanhas de levantamento hidrográfico na África Oriental Portuguesa.
No posto de capitão-de-fragata integrou o 33.º governo republicano, presidido por Carlos Maia Pinto, estando em funções de 5 de novembro a 16 de dezembro de 1921. Após a exoneração deste governo, permaneceu nas mesmas funções no governo seguinte, o 34.º governo republicano, presidido por Francisco da Cunha Leal, em funções de 16 de dezembro de 1921 a 6 de fevereiro de 1922.
Integrante da esquerda republicana, foi dirigente da Federação Nacional Republicana e depois do Partido Reformista, quando aquela se dissolveu. Foi adido naval em Londres, em 1916-1917.
Em 10-11 de dezembro de 1923, em colaboração com o tenente-coronel Justiniano Augusto Esteves, liderou uma tentativa de golpe militar, que fracassou.
Voltou a desempenhar um papel relevante na Revolta de Fevereiro de 1927, contra a nascente Ditadura Militar, quando algumas unidades da Armada aderiram, entre as quais o cruzador NRP Carvalho Araújo, sob o comando do comandante João Manuel de Carvalho, e a canhoneira NRP Ibo. Quando os revoltosos se concentraram no Arsenal foram bombardeados pela Aviação Militar, que havia decidido manter-se fiel ao Governo, levando ao fracasso do golpe.
No posto de capitão-de-mar-e-guerra esteve deportado em Angra do Heroísmo, nos Açores em 1930. Aquando da Revolta das Ilhas, de abril de 1931, integrou a Junta Revolucionária da ilha Terceira.

## Obras
- Reconhecimento hydrographico da Barra de Quilua (Natiti) [Moçambique] (por João Manuel de Carvalho, 1.º tenente). Escala 1:16 000 ; [S.l.] : [s.n.], [ca. 1903]. Carta em papel marion (inclui "Vista da barra a 1 milha de distância" e a indicação: «Junho de 1903»).